# 仕田原猛
仕田原 猛（しだはら たけし、1936年〈昭和11年〉 - 2020年〈令和２年〉2月23日）は大和言葉の研究家。京大の野球部OB会（京都大学野球倶楽部）の会長を務めた。

## 略歴・人物
大阪府大阪市生まれ。大阪府立清水谷高等学校、京都大学法学部卒業。1960年（昭和35年）住友金属工業（現・日本製鉄）入社。
1999年（平成11年）ベストセラー『もう一つの万葉集』のある韓国人作家、李寧煕の後援会の発足に伴い会員となる。以後、日本各地の古代遺跡や古社・古地名を調査し、後援会の会報『まなほ』に寄稿。2018年には、万葉集は古代韓国語で書かれていたとする李寧煕の説を基にして、日本語と古代韓国語を比較し共通点を解説した『やまと言葉を遡る　李寧煕の解読を基に』を出版している。
なお、学生時代に京都大学硬式野球部に所属。その後、野球部長や関西学生野球連盟常務理事も務めており、創部120年を迎えた京大野球部の出身者による「京都大学野球倶楽部」（OB会）の会長を2018年まで務めた。

## 著書
- 『李寧煕が解いた古代地名を歩く』編集工房レイヴン、2008年
- 『やまと言葉を遡る　李寧煕の解読を基に』海風社、2018年